# David Yates
David Yates (St Helens, 8 ottobre 1963) è un regista e produttore televisivo britannico.
È noto soprattutto per aver diretto gli ultimi quattro film della saga di Harry Potter, a partire dal quinto Harry Potter e l'Ordine della Fenice (2007), e tre film della saga Animali Fantastici, spin off del franchise potteriano.

## Biografia

### Inizi
Cresciuto a Rainhill, decise che sarebbe diventato regista dopo aver visto il film Lo squalo di Steven Spielberg del 1975. Quando compì quattordici anni la madre gli regalò una videocamera con la quale iniziò a realizzare piccoli filmati assieme al fratello Andrew, nei parchi locali. Dopo aver studiato diritto, letteratura inglese e sociologia al St. Helens College di Merseyside, si iscrisse all'Università dell'Essex ed in seguito frequentò la "National Film and Television School", di Beaconsfield.

### Regista
Nel 1988 girò il suo primo lavoro, When I Was a Girl, che venne nominato miglior cortometraggio al San Francisco International Film Festival; questo gli permise di entrare nel 1989 nella National Film and Television School e nel 1991 spinse la BBC ad assumerlo per dirigere il cortometraggio drammatico Oranges and Lemons. Durante il periodo di studi diresse altri cortometraggi, tra i quali Good Looks, che venne presentato al Chicago International Film Festival. Dopo aver conseguito il diploma nel 1992, diresse vari episodi delle serie televisivapMoving Pictures, The Bill e il documentario televisivo Tale of Three Seaside Towns. Nel 1998 debuttò sul grande schermo con l'uscita del film The Tichborne Claimant, che racconta la vicenda di Arthur Orton.
Nel 2000 tornò a dirigere alcuni episodi per la miniserie della BBC The Sins e The Way We Live Now, l'adattamento televisivo dell'omonimo romanzo di Antonio Trollope. Grazie a quest'ultimo Yates vinse insieme allo sceneggiatore Andrew Davies e il produttore Nigel Stafford-Clark il premio per il miglior serial drammatico ai BAFTA Awards del 2002. L'anno successivo venne nuovamente nominato ai BAFTA nella categoria miglior cortometraggio per Rank, opera incentrata sulle tematiche sociali del razzismo, dell'amicizia e dell'adolescenza.
Nel 2003 diresse il thriller televisivo State of Play, composto da sei episodi, che gli fruttò il TV Spielfilm Award alla Conferenza di Colonia in Germania e il Directors Guild of Great Britain Award; la serie venne inoltre premiata con il Peabody Award for Broadcasting Excellence e due British Academy Television Craft Awards.
Nel 2004 diresse Sex Traffic, che gli valse la nomina al premio Directors Guild of Great Britain; la serie ottenne la vittoria ai BAFTA come miglior serie drammatica.
Successivamente diresse The Girl in the Café, interpretato da Bill Nighy e Kelly Macdonald con la sceneggiatura di Richard Curtis, trasmesso dalla BBC in Gran Bretagna e negli Stati Uniti su HBO. La pellicola ottenne tre vittorie agli Emmy Awards, incluso il Primetime Emmy Award per il miglior film per la televisione, e ha ottenuto un totale di quattro nomination, tra cui quella per la regia per Yates.
Nel 2005 fu scelto per dirigere Ritorno a Brideshead, ma ad inizio di lavorazione fu contattato dalla Warner Bros. che gli offrì la regia del quinto film della saga cinematografica di Harry Potter, Harry Potter e l'Ordine della Fenice (le precedenti pellicole della serie dedicata al giovane mago erano state dirette le prime due da Chris Columbus, la terza da Alfonso Cuarón e la quarta da Mike Newell). Il successo del film spinse la Warner ad affidargli anche tutti i capitoli successivi, Harry Potter e il principe mezzosangue (2009), Harry Potter e i Doni della Morte - Parte 1 (2010) ed Harry Potter e i Doni della Morte - Parte 2 (2011).
Dopo il successo dei suoi film di Harry Potter, è stato preso in considerazione per sostituire Guillermo del Toro alla regia della trasposizione cinematografica de Lo Hobbit, dopo l'abbandono del regista messicano. Nel 2014 diresse l'episodio pilota della serie televisiva Tyrant. Nel 2016 diresse The Legend of Tarzan e Animali fantastici e dove trovarli, primo di cinque prequel/spin-off di Harry Potter della sceneggiatrice J. K. Rowling. Nel novembre dello stesso anno confermò il suo coinvolgimento nella realizzazione degli altri quattro sequel; nel 2018 uscì Animali fantastici - I crimini di Grindelwald mentre nel 2022 venne distribuito Animali fantastici - I segreti di Silente.

## Filmografia

### Cinema
- The Tichborne Claimant (1998)
- Harry Potter e l'Ordine della Fenice (Harry Potter and the Order of the Phoenix) (2007)
- Harry Potter e il principe mezzosangue (Harry Potter and the Half-Blood Prince) (2009)
- Harry Potter e i Doni della Morte - Parte 1 (Harry Potter and the Deathly Hallows: Part 1) (2010)
- Harry Potter e i Doni della Morte - Parte 2 (Harry Potter and the Deathly Hallows: Part 2) (2011)
- The Legend of Tarzan (2016)
- Animali fantastici e dove trovarli (Fantastic Beasts and Where to Find Them) (2016)
- Animali fantastici - I crimini di Grindelwald (Fantastic Beasts: The Crimes of Grindelwald) (2018)
- Animali fantastici - I segreti di Silente (Fantastic Beasts: The Secrets of Dumbledore) (2022)
- Pain Hustlers - Il business del dolore (Pain Hustlers) (2023)

### Televisione

#### Regista
- Metropolitan Police (The Bill) – serie TV, 5 episodi (1994-1995)
- The Sins – serie TV, 3 episodi (2000)
- The Way We Live Now – miniserie TV, 4 puntate (2001)
- State of Play – miniserie TV, 6 puntate (2003)
- The Young Visiters – film TV (2003)
- Sex Traffic – film TV (2004)
- La ragazza nel caffè (The Girl in the Café) – film TV (2005)
- Tyrant – serie TV, episodio pilota (2014)

#### Attore
- Harry Potter 20º anniversario - Ritorno a Hogwarts (Harry Potter 20th Anniversary: Return to Hogwarts), regia di Eran Creevy, Joe Pearlman, Giorgio Testi – documentario TV (2022)